# بسیک اسلاناسویلی
بسیک اسلاناسویلی (یونانی: Μπέζικ Ασλανασβίλι؛ زادهٔ ۲۲ اکتبر ۱۹۷۶) کشتی‌گیر اهل یونان است.